# Muhammad Jiwa Zainal Adilin I di Kedah
Paduka Sri Sultan Muhammad Jiwa Zainal-Azlan I Mu'azzam Shah ibni al-Marhum Sultan Atau'llah Muhammad Shah (XV secolo – Kota Seputih, 15 giugno 1506) è stato sultano di Kedah dal 1473 al 1506.
Venne educato privatamente.
Il 22 gennaio 1473 fu proclamato sultano. Riformò le unità di misura del territorio e incoraggiò l'uso dell'oro e dell'argento al posto dal baratto.
Si sposò ed ebbe due figli, un maschio e una femmina.
Morì all'Istana Baginda di Kota Seputih il 15 giugno 1506 per malattia e fu sepolto nel cimitero reale della stessa città.